# César Boutteville
César Boutteville (ur. 24 czerwca 1917 w Hanoi, zm. 21 maja 2015 w Wersalu) – francuski szachista, wielokrotny mistrz Francji.

## Życiorys
Urodził się w Wietnamie, jego matka była Wietnamką, a ojciec – Francuzem. W roku 1929 cała rodzina przeniosła się do Francji i osiedliła się w Boulogne-sur-Mer. Od wczesnych lat 40. znajdował się w ścisłej czołówce francuskich szachistów. W roku 1945 zdobył w Roubaix swój pierwszy tytuł mistrza kraju, kolejne w latach: 1950, 1954, 1955, 1959 i 1967. Wielokrotnie (w latach 1944, 1945, 1946, 1951, 1961 i 1972) triumfował w mistrzostwach Paryża. Pomiędzy 1956 a 1968 rokiem uczestniczył we wszystkich siedmiu w tym okresie rozegranych szachowych olimpiadach, czterokrotnie na I szachownicy. Łącznie rozegrał 102 olimpijskie partie, w których zdobył 41½ pkt.
Na przełomie 1962 i 1963 oraz w 1963 roku dwukrotnie zajął III miejsce w międzynarodowych turniejach rozegranych w Paryżu (w obu przypadkach za Albéricem O’Kellym de Galwayem i Cenkiem Kottnauerem).